# Анатолико (дем Кожани)
Вижте пояснителната страница за други значения на Анатолико.
Анатолико или Евренесли (на гръцки: Ανατολικό, катаревуса Ανατολικόν, Анатоликон, до 1928 година Εβρενεσλή, Евренесли) е село в Гърция, в дем Кожани, област Западна Македония.

## География
Анатолико е разположено на 690 m надморска височина, североизточно от Кожани, в югозападните склонове на Каракамен (Вермио).

## История

### В Османската империя
В края на XIX век Евренесли е турско село в Кожанска каза на Османската империя. Според статистиката на Васил Кънчов („Македония. Етнография и статистика“) през 1900 година в Евренозли, Кожанска каза, има 119 турци.
На Етнографската карта на Битолския вилает на Картографския институт в София от 1901 година Евреносли е чисто турско село в Кожанската каза на Серфидженския санджак с 19 къщи.
Според статистика на Серфидженския санджак на гръцкото консулство в Еласона от 1904 година в Евренесли (Εβρενεσλή), Кожанска каза, живеят 600 турци.

### В Гърция
През Балканската война в 1912 година в селото влизат гръцки части и след Междусъюзническата в 1913 година остава в Гърция. В 1913 година селото (Εβρενεσλή) има 131 жители. През 20-те години населението му се изселва в Турция и на негово място са настанени бежанци от Турция. В 1928 година селото е изцяло бежанско с 29 семейства и 104 жители бежанци.
През 1928 година името на селото е сменено на Анатоликон. В 1940 година населението е броено към Капнохори (Софулар).
Населението традиционно произвежда жито, тютюн и други земеделски продукти, като се занимава и със скотовъдство.
| Година    | 1913 | 1920 | 1928 | 1940 | 1951 | 1961 | 1971 | 1981 | 1991 | 2001 | 2011 | 2021 |
| --------- | ---- | ---- | ---- | ---- | ---- | ---- | ---- | ---- | ---- | ---- | ---- | ---- |
| Население | 131  | 125  | 116  |      | 183  | 160  | 112  | 68   | 87   | 57   | 28   | 27   |